# 이두석
이두석(1985년 5월 10일 ~ )은 대한민국의 배우이다.

## 학력
- 동인천고등학교 졸업
- 수원대학교 연극영화 학사

## 출연작

### 영화
- 《빡트》 (2020년) - 김민 역
- 《보이스 비》 (2020년) - 김뱅 역
- 《나랏말싸미》 (2019년) - 유교선비 2 역
- 《우기》 (2015년)
- 《나의 절친 악당들》 (2015년) - 비서 남 역
- 《청춘은 참혹하다》 (2009년) - 최 무장 역

### 드라마
- 《메스를 든 사냥꾼》 (2025년, U+모바일tv) - 홍진우 역
- 《사계의 봄》 (2025년, SBS) - 한 기자 역
- 《별들에게 물어봐》 (2025년, tvN) - 최동훈 역
- 《나의 완벽한 비서》 (2025년, SBS) - 진성호 역
- 《지금 거신 전화는》 (2024년~2025, MBC) - 강형철 역
- 《조선 변호사》 (2023년, MBC) - 권명우 역
- 《이상한 변호사 우영우》 (2022년, ENA) - 이준범 역
- 《오징어게임》 (2021년, Netflix) - 62번 수학선생 역
- 《신입사관 구해령》 (2019년, MBC) - 일목 역
- 《내사랑 치유기》 (2018년, MBC) - 장인석 역
- 《내 뒤에 테리우스》 (2018년, MBC) - 박비서관 역
- 《으라차차 와이키키》 (2018년, JTBC) - 김준성 역 (특별출연)
- 《투깝스》 (2017년, MBC)
- 《시카고 타자기》 (2017년, tvN) - 강 동지 역
- 《역적 : 백성을 훔친 도적》 (2017년, MBC)
- 《맨몸의 소방관》 (2017년, KBS2) - 승재 역
- 《불어라 미풍아》 (2016년, MBC)
- 《옥중화》 (2016년, MBC)
- 《마담 앙트완》 (2016년, JTBC)
- 《처음이라서》 (2015년, On Style)
- 《아름다운 나의신부》 (2015년, OCN)
- 《프로듀사》 (2015년, KBS2)
- 《울지 않는 새》 (2015년, tvN) - 보좌관 역
- 《킬미힐미》 (2015년, MBC) - 남직원 역
- 《미스터 백》 (2014년, MBC) - 양 검사 역
- 《미생》 (2014년, tvN) - 영업 1팀 오수호 역
- 《리셋》 (2014년, OCN) - 표일수 교도관 역
- 《왔다! 장보리》 (2014년, MBC) - 의사 역
- 《응급남녀》 (2014년, tvN) - 오창민의 후배의사 역
- 《정도전》 (2014년, KBS1) - 정영 역
- 《드라마 페스티벌 - 상놈 탈출기》 (2013년, MBC)
- 《메디컬 탑팀》 (2013년, MBC) - 양희선 선생 역
- 《주군의 태양》 (2013년, SBS) - 달리아 매장 직원 역
- 《사건번호 113》 (2013년, SBS) - 김 간호사 역
- 《아이두 아이두》 (2012년, MBC) - 염나리의 맞선남 역
- 《그대 없인 못살아》 (2012년, MBC) - 조감독 역
- 《마의》 (2012년, MBC) - 의생 김주식 역
- 《넝쿨째 굴러온 당신》 (2012년, KBS2)
- 《인수대비》 (2011년, JTBC) - 영풍군 역